# Burn (bebida)

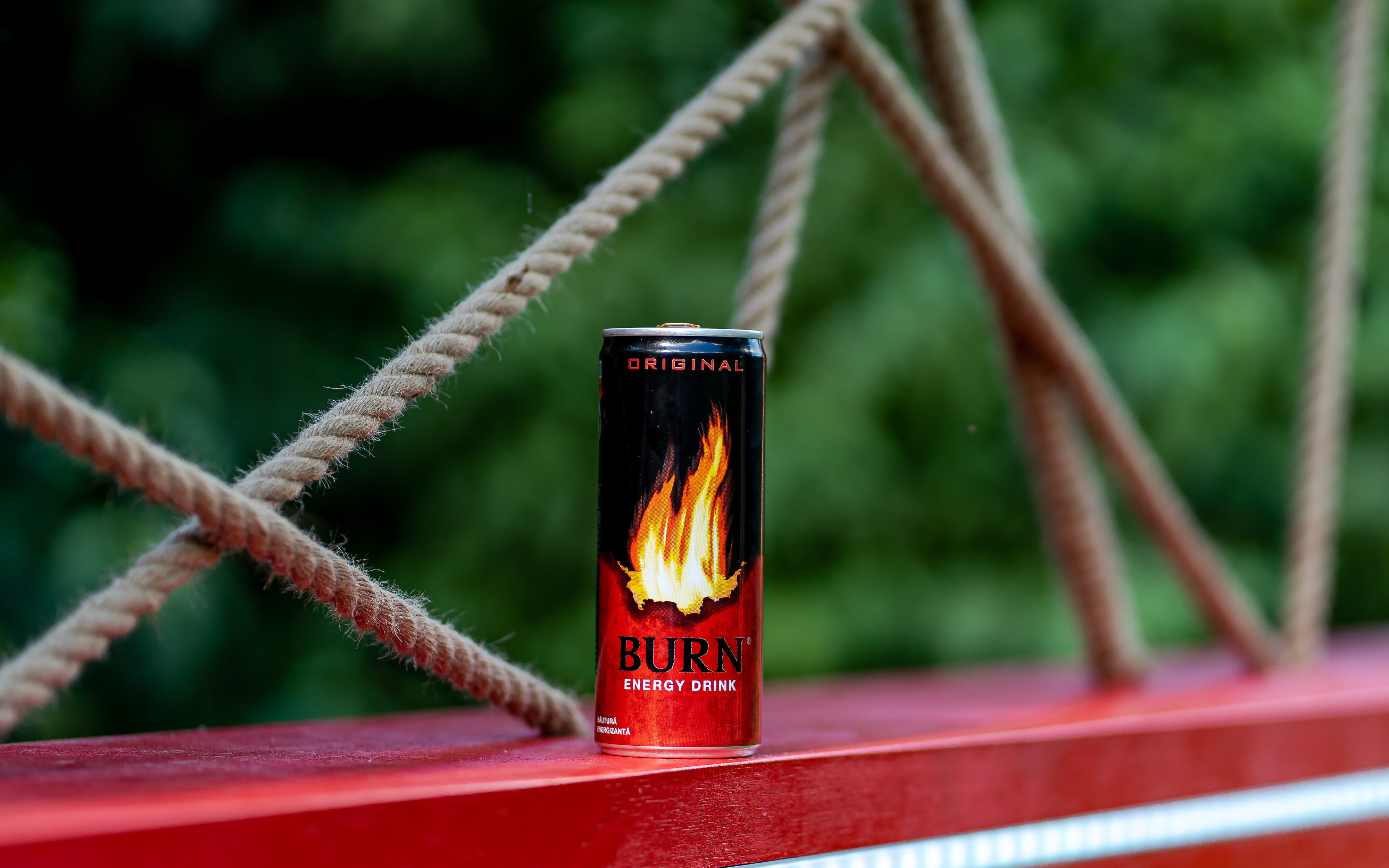
Lata de Burn Original.

Burn es una bebida energética de Monster Energy distribuida por The Coca-Cola Company. Está enfocada a un público joven, principalmente Mileniales y Gen-Z. Sus valores de marca se sustentan en tres pilares: música, baile y lifestyle. El lema principal de la marca es 'Light It Up' y actualmente se distribuye en más de 80 países.

## Descripción
Al igual que otras bebidas energéticas, Burn contiene taurina (un ácido orgánico, que tradicionalmente se ha calificado de aminoácido en la literatura científica) el cual ayuda a mantener la atención. Otros de sus componentes son guaraná y ginseng. Además contiene diversos tipos de vitaminas, como la C y la B12. 
Burn se comercializa en España con distintos sabores en un formato de lata de 500ml.

## Ingredientes

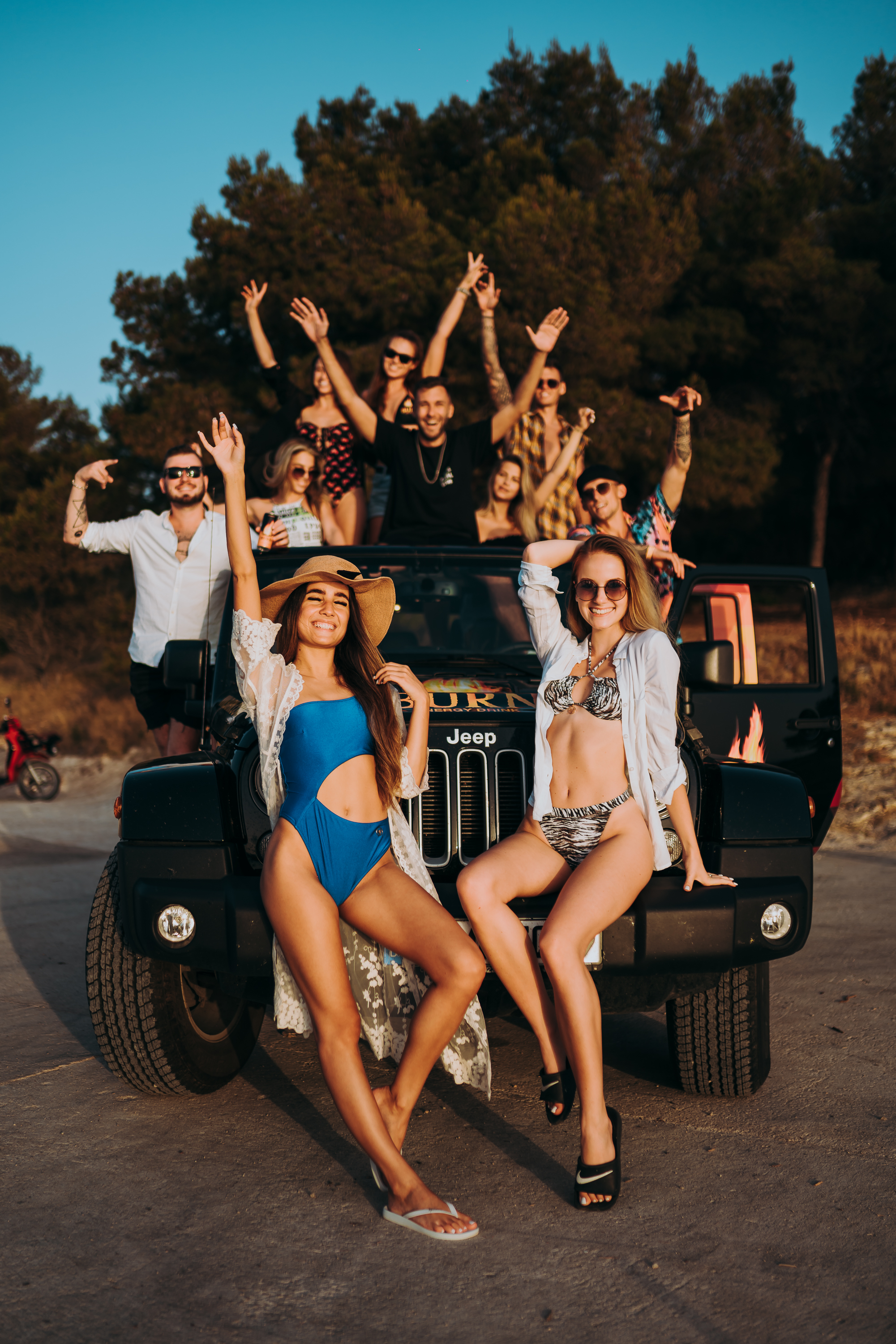

- Regulador de la acidez (ácido cítrico, citrato de sodio)
- Antioxidantes (ácido ascórbico)
- Arginina
- Aromas (teobromina)
- Vitaminas B
- Cafeína
- Agua carbonatada
- Colorantes alimentarios (E163, E150d)
- Ginseng
- Glucuronolactona
- Guaraná
- Maltodextrina
- Conservante (E202)
- Azúcar
- Taurina

## Sabores
Los sabores de BURN que se encuentran en el mercado español actualmente son:
- Burn Original: la receta original de BURN.
- Burn Zero Peach: una bebida sin azúcar con sabor refrescante de Melocotón.
- Burn Zero Raspberry: una bebida sin azúcar con sabor refrescante de Frambuesa.

Existen más variedades de la bebida que se comercializan en otros países.